# Legacy of Heathens
Legacy of Heathens — первый студийный альбом финской фолк-метал-группы Falchion, выпущен 15 октября 2005 года на японском лейбле World Chaos Production.

## Описание
Falchion звучат здесь гораздо менее черными, чем на своем демо. Это гораздо более мелодичный дэт-метал, подпитываемый цепляющими фолк-риффами. Я бы сказал, что эта группа звучит очень похоже на Withering, только никто никогда не слышал об этой группе, что ещё хуже. Это превосходный, очень цепляющий и последовательный альбом мелодэта, ориентированного на риффы, с сильным акцентом на фолк-мелодии и языческие тексты. Falchion не о скорости, и большая часть этого альбома идет в ровном среднем темпе. Любые сравнения с Ensiferum можно объяснить только тем, что их делают те, кто вообще ничего не знает о жанре фолк-метала, и это единственная группа, которую они знают, чтобы сравнивать.
(с) Паул Баттейгер

## История создания
Написание материала велось в период с декабря 2003 по апрель 2004 года. Запись осуществлялась в июне 2004 года.

## Список композиций[5]
| №               | Название                      | Длина композиции |
| --------------- | ----------------------------- | ---------------- |
| 1.              | Immortal Heroes               | 5:30             |
| 2.              | The Ancient Tale              | 4:07             |
| 3.              | Folk in the Golden Town       | 4:12             |
| 4.              | Broken Stone                  | 6:19             |
| 5.              | Journey in the Woods          | 6:27             |
| 6.              | Swordmaster of the Dragonland | 4:55             |
| 7.              | The Darkest Valleys of Myst   | 4:13             |
| 8.              | Burning the Gates             | 6:59             |
| 9.              | Black Crown                   | 4:50             |
| Итоговая длина: | Итоговая длина:               | 47:42            |

Все песни написаны Юхо Кауппиненым.

## Участники записи

### Falchion
- Юхо Кауппинен — вокал, соло-гитара, ритм-гитара;
- Яани Лайне — ритм-гитара, соло-гитара;
- Сеппо Тиаскорпи — бас-гитара;
- Теему Пелтонен — ударные.

### Производство
- Артту Сарванне — сведение[4];
- Тимо Лехтимяки — мастеринг[4].

## Оценка
Stormbringer.at — 4/5.